# 冬物語 (フォー・クローバースの曲)
「冬物語」（ふゆものがたり）は、フォー・クローバースの曲である。

## タイアップ
月曜スター劇場（NTV系）『冬物語』主題歌。

## シングル収録曲
両楽曲とも、作詞：阿久悠、作曲・編曲：坂田晃一
1. 冬物語
2. 時のいたずら

## カバー
- 天地真理がカバーしている。